# Keri Herman
Pour les articles homonymes, voir Herman.
Keri Herman, née le 16 août 1982 est une skieuse acrobatique américaine spécialiste du half-pipe et du slopestyle. 

## Palmarès

### Jeux olympiques
| Édition/Discipline | Slopestyle |
| JO 2014 (Sotchi )  | 10e        |

### Championnats du monde
| Édition/Discipline         | Slopestyle |
| Mondiaux 2011 (Park City ) | Bronze     |

### Coupe du monde
- Meilleur classement général : 10e en 2013.
- 1 petit globe de cristal :
  - Vainqueur du classement slopestyle en 2013.
- Meilleur classement du half-pipe : 14e en 2011
- 3 podiums en slopestyle dont 3 victoires.

#### Détails des victoires
| Édition / Épreuve | Slopestyle              |
| 2013              | Ushuaia Copper Mountain |
| 2014              | Breckenridge            |

### Winter X Games
- 2010 :  médaille d'argent du slopestyle à Aspen.
- 2011 :  Médaille d'argent du slopestyle à Aspen.